# Tibouchina hintonii
Tibouchina hintonii là một loài thực vật có hoa trong họ Mua. Loài này được Gleason ex Todzia miêu tả khoa học đầu tiên năm 1999.